# Monika Osvald
Monika Osvald, slovenska umetnostna zgodovinarka in pedagoginja, * 20. marec 1972.
Do leta 2008 je predavala na Oddelku za umetnostno zgodovino Filozofske fakultete Univerze v Ljubljani.